# Странджанска фолклорна област
Странджанската фолклорна област заема територията на  Странджа планина, която освен в България се намира и в  съседна Турция.
Въпреки близостта и по географско местоположение с Тракия, някои разлики от етнически, социално-икономически и исторически характер обуславят оригиналността на местния странджански музикален диалект. Безспорни носители на фолклора в тази област се явяват представителите на местното старо население, което живее в областта Хасекията, приблизително в следната територия: на запад до линията Факия-Желязково – Горно Ябълково, на север – до Царево-Визица, Индже войвода, на изток – до Черно море и на юг – до турско-българската граница.
Музикалнофолклорната култура в Странджа е сравнително добре запазена в многобройни образци на местния богат фолклор. Песенната традиция е едногласна, с определен жанров облик и антифонен начин на изпълнение. Особено представителни са бавните безмензурни мелодии с богата интонационна линия на развитие и изключително ярка орнаментика, изпълнявани най-често на седянка или на трапеза.
Богат е цикълът на обредни мелодии, запазени сред местното население. В Странджа са известни пролетни младежки игри, наречени филек, изпълнявани през великите пости. Придружават се от характерни мелодии в 2- и 8-временен размер (в две от разновидностите му). В западната и средната част на Странджа е съществувал моминският обичай „Еньова буля“, свързан с бране на билки с увеличена лечебна сила и с топене и наричане на китки (по подобие на Васильовдонското напяване на пръстените в Средна Западна България и на ладуването в Северна България). В някои дни на Сирната неделя в странджанските села е шествувал народният карнавал на кукерите, изпълняван в различни варианти. Сирни заговезни се свързват и с „Пали кош“, обичай с театрални елементи. Около огъня на запалените кошове са играли хора на песен с инструментален съпровод на гайда и тъпан.
Коледните песни носят спецификата на тракийската област по отношение на мелодично изграждане, метроритъм, припевни построения и стихова организация. Въпреки близостта на тракийската област, в Странджа няма местни пазарски песни.
В някои странджански села е запазено нестинарството. Въпреки че самата игра в огъня в деня на Св. св. Константин и Елена е почти отпаднала, все още са се изпълнявали някои от процесиите с икони и игри до местните манастири и аязма, водосветът, хората край огъня (с. Българи, Кондолово, Резово, Малко Търново). В нестинарския обичай се забелязва едно последование от обредни действия, предназначението на които е да подготви екстатичната игра в огъня, извършвана с надеждата за осигуряване на здраве и благополучие. Обредът в отделните моменти се придружава от гайда и тъпан, чиито инструментални хороводни мелодии (в 2- и 7-временен размер) оказват силно въздействие върху участниците в празника.
Сватбените песни в Странджа носят своя характерна специфика, която ги обединява върху основата на близост в мелодичното им развитие. Жетварските песни са най-често безмензурни, с преобладаващо постепенно мелодично движение, добре орнаментирани. Изпълняват се антифонно от две певици по традиция със застъпване на последния тон от мелодичната строфа. Хороводните песни също се интерпретират антифонно, но от две групи певици със застъпване в последния тон на първата строфа, при което не рядко на това място се получава неосъзната форма на двуглас. В Странджа хората според начина на изпълнението им се разграничават на „кротки“, „луди“, „тропали“, „рипани“, „подсурнати“. Стъпките им не са сложни, но доста разнообразни, което от своя страна определя спецификата на техния стил. И тук, в унисон с общобългарската музикална традиция, прави впечатление изобилието от хороводни мелодии в двувременен размер: Кротко хоро, Лява игра, Трите пъти, Тропано хоро.
Хороводни мелодии се изпълняват и в неравноделни размери, в 5-временен размер: Пайдушката, Зайчешката, Как се чука пипер; в 7-временен размер: Ръченица, Бонината, Костадинско; в 9-времен размер: Леката, Кукленската, Кусти коня чеше. В с. Българи е запазено т.нар. Нямо хоро, хумористична игра без музика, придружена с комични движения.
Ладовата характеристика на песните се определя от особеностите на фригийския, дорийския и йонийския тетрахорд и от някои хроматични ладове. Въпреки че не е в голямо количество, необходимо е да се отбележи наличието на пентатониката, тонов род, който е получил разпространение в ограничен кръг от селища само на някои музикално-фолклорни области. Пентатониката, използвана в част от странджанските обредни и хороводни мелодии, е по-често непълна, в разновидността, която е особено типична за родопския песенен стил.
Гайдата е най-представителният инструмент за Странджанската област, сред репертоара на който се откриват типични инструментални мелодии. Разпространение са получили и кавалът, свирката, тъпанът. Взаимното влияние между песенното и инструменталното изпълнение в някои случаи е предизвикало известни промени във връзка с по-богатото мелодично изграждане и орнаментиране на част от вокалните образци в Странджа.